# شرکت سهامی انتشار

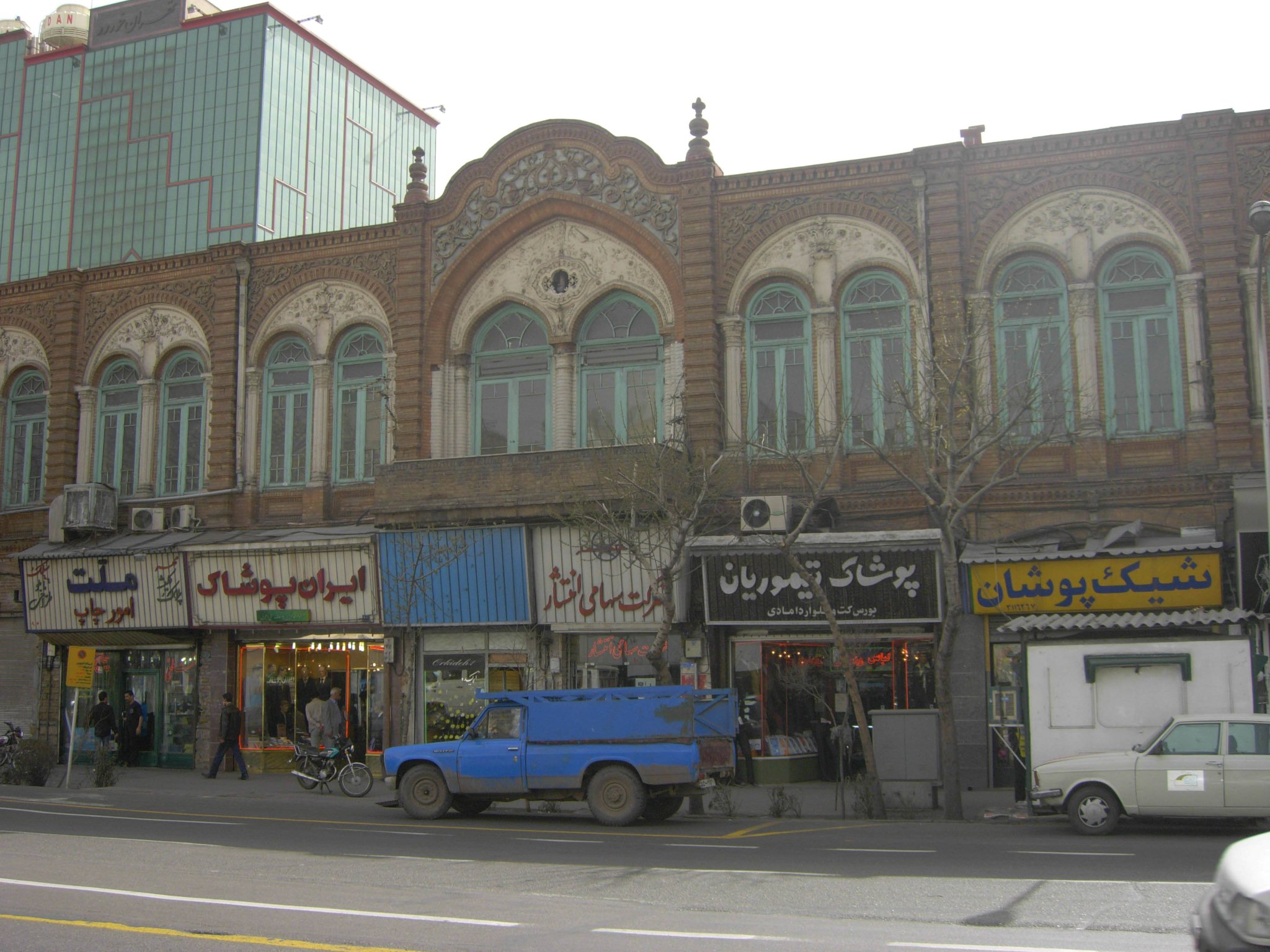
دفتر مرکزی شرکت در خیابان جمهوری

شرکت سهامی انتشار، شرکت چاپ و نشری است که در دوران پس از کودتای ۲۸ مرداد توسط جمعی از فعالین سیاسی اسلامگرا برای انتشار کتب مذهبی، علمی، اجتماعی، اخلاقی و تربیتی غالباً ممنوعه، تأسیس گردید. این شرکت، پس از انقلاب هم به فعالیت خود ادامه داد.
این شرکت توسط تعدادی از اساتید دانشگاه و اعضای انجمن اسلامی پزشکان و مهندسان از جمله مهدی بازرگان، آیت‌الله طالقانی، یدالله سحابی، کاظم یزدی در سال ۱۳۳۷ بنیان نهاده شد و فعالیت‌های فرهنگی اش را آغاز نمود. ازجمله انتشارات این ناشر، مجموعۀ طرح تاریخ شفاهی است که مصاحبه‌ها و ترجمه‌های آن توسط بهمن زبردست انجام می‌شود. 